# Gilderoy Lockhart
Gilderoy Lockhart (Merlinov velered trećeg razreda, počasni član Lige za obranu od mračnih sila i peterostruki dobitnik nagrade Vještičjeg tjednika za najljepši osmjeh) lik je iz serije romana o Harryju Potteru. On je slavni čarobnjak koji je napisao mnoge knjige o mračnim stvorenjima i svojim susretima s njima. Ima plavu, valovitu kosu i posebno ravne i blistavo bijele zube. Narcisoidan je, opsjednut samim sobom, i jako je napuhan. Unatoč svom položaju slavne osobe u čarobnjačkoj zajednici, njegove obožavatelje čine pretežito sredovječne žene i tinejdžerice (koje ga smatraju posebno zgodnim).
Gilderoy Lockhart u školskoj je godini 1992./93. predavao predmet Obrane od mračnih sila u školi vještičarenja i čarobnjaštva u Hogwartsu. Na prvom je predavanju koje je održao učenicima druge godine dao ispit koji nije imao nikakve veze s predmetom koji bi trebao poučavati, nego se ticao isključivo njegove biografije. Nije bio popularan među ostalim profesorima i školskim osobljem, a najmanje ga je od svih podnosio profesor Severus Snape, koji je želio preuzeti po
učavanje njegovog predmeta. Ipak, profesori i učenici naučili su ga podnositi, a Hermiona Granger razvila je i posebnu simpatiju prema njemu, na gađenje Harryja i Rona. Harry ga posebno nije volio, djelomično i zato što je Gilderoy mislio da je Harry doletio u Hogwarts s Ronom Weasleyjem zato što se želio domoći još slave. Gilderoy je mislio da je Harry, kad se pojavio s njim na naslovnici Dnevnog Proroka, dobio razne ideje o stjecanju slave. Kasnije je mislio da Harry dijeli potpisane fotografije zbog njega.
U ekraniziranoj verziji Harryja Pottera i Odaje tajni, Lockharta glumi Kenneth Branagh. Još nije poznato hoće li se Branagh vratiti u ulozi Gilderoya Lockharta u vjerojatno posljednjem pojavljivanju tog lika, u Harryju Potteru i Redu Feniksa.
Gilderoy Lockhart razotkriven je kao varalica dok je pokušavao izbjeći odlazak u Odaju tajni i otkrio je da ustvari nije napravio sve one nevjerojatne i velike stvari koje je opisao u svojim knjigama - umjesto toga, krao je priče drugih ljudi, a na njih je bacao čarolije za brisanje pamćenja i preuzimao zasluge za njihova ostvarenja. Kad je pokušao promijeniti sjećanje Harryja Pottera i Rona Weasleyja kako se ne bi sjećali priznanja i cijele prevare, čarolija je umjesto na njih dvojicu djelovala na njega zato što je koristio Ronov slomljeni štapić. Zbog toga je Gilderoy izgubio pamćenje i odveden je u Bolnicu svetog Munga za magične ozljede i bolesti. Na Božić 1995. Harry je vidio Gilderoya, kojemu se polako počelo vraćati pamćenje, u bolnici. Lockhart još uvijek prima pisma obožavatelja, iako više nema pojma zašto. Također, još uvijek voli dijeliti autograme.

## Lockhartova prošlost
Njegova majka je bila vještica, a otac bezjak. Imao je dvije sestre. S obzirom na njegovu neiskrenost, sve što on kaže mora se uzeti s rezervom. Lockhart tvrdi da je jednom bio nitko, i očito se kao dijete trudio biti primijećen, ali nije uspio. Važno je istaknuti da je dežurna vidarica u sv. Mungu rekla da Gilderoya nitko ne posjećuje, što upućuje na to da su članovi njegove obitelji mrtvi, ne mare za njega ili su bezjaci.

## Zanimljivosti
Kako je rekla J. K. Rowling, iako je osobine nekih likova uzela od ljudi koje poznaje Gilderoy Lockhart je jedini lik kojeg je stvorila po pravoj osobi. Ali ipak, ne želi imenovati tu osobu, usput negirajući glasine da je inspiracija bio njezin prvi suprug. Na svojoj web stranici kaže da je ta osoba previše puna sebe i da se vjerojatno uokolo hvali kako je nadahnula lik Dumbledorea ili kako je sama napisala knjige, ali je dopustila da Rowling preuzme zasluge.

## Ostalo
- Književna djela Gilderoya Lockharta